# Canadians for Language Fairness
 (mai 2013).
Si vous disposez d'ouvrages ou d'articles de référence ou si vous connaissez des sites web de qualité traitant du thème abordé ici, merci de compléter l'article en donnant les références utiles à sa vérifiabilité et en les liant à la section « Notes et références ».
Canadians for Language Fairness (en français : Les Canadiens pour la justice linguistique) est une organisation canadienne qui s'oppose au bilinguisme officiel de l'État canadien, et se prononce en faveur de l'anglais comme seule langue officielle. Selon eux, la politique actuelle pénaliserait les fonctionnaires anglophones. Elle a aussi un point de vue très nombriliste de l'histoire canadienne.
Les objectifs de l'organisation sont:
- L'opposition au bilinguisme
- L'opposition aux droits des francophones.

En 2004, l'organisation traduit en justice la ville d'Ottawa pour dénoncer le bilinguisme officiel de la ville (qui compte 20 % de francophones). Elle craint qu'Ottawa ne devienne "le Montréal de demain". La sentence est prononcée en octobre 2006 et se traduit par l'échec de la CLF. Le bilinguisme continue et est même étendu aux employés de la municipalité d'Ottawa à partir de 2010.